# Umberto Caligaris
Umberto Caligaris (Casale Monferrato, 26 luglio 1901 – Torino, 19 ottobre 1940) è stato un calciatore e allenatore di calcio italiano, di ruolo difensore, campione del mondo con la nazionale italiana nel 1934.
Legò la sua attività calcistica principalmente a due squadre: Casale e Juventus, ottenendo con quest'ultima i suoi principali successi durante i suoi 8 anni di militanza a cavallo degli anni 20 e 30 del XX secolo. Vincitore di cinque campionati di Serie A, Caligaris formò – assieme al portiere Gianpiero Combi e al terzino Virginio Rosetta, tutti e tre compagni di squadra nella Juventus e nazionale – quella che è ritenuta dalla stampa specializzata come la miglior linea difensiva di tutti i tempi espressa nel calcio italiano nonché una delle migliori nella storia della disciplina.
È stato a lungo il giocatore con più presenze nella storia della nazionale italiana: il suo record di 59 incontri, stabilito nel corso degli anni 1930, verrà battuto da Giacinto Facchetti nel 1971.

## Carriera

### Giocatore
(Risposta di Caligaris ai dirigenti del Valencia che volevano ingaggiarlo)

#### Club
Esordì a 12 anni nelle squadre libere della natìa Casale Monferrato, iniziando nell'oratorio del Valentino e poi nello Sparta F.C. Nel 1918 è campione casalese nei 100 metri piani e nel salto in lungo. Nel 1919 si diplomò ragioniere.
Nel 1919, ad Alessandria, con lo Sparta F.C. vinse il torneo "Brezzi" e fu subito preso dal Casale. Crebbe calcisticamente tra le file dei nerostellati, con i quali esordì diciottenne nella Prima Categoria (la massima serie dell'epoca, prima dell'istituzione della Prima Divisione e successivamente della Serie A) il 12 ottobre 1919, nella vittoriosa partita interna contro il Valenzana (3-1).

Un giovane Caligaris al Casale

Nel 1921 divenne il capitano del Casale. Con la maglia nerostellata disputò vari campionati ottenendo due qualificazioni alle semifinali interregionali del Nord, senza mai tuttavia riuscire ad andare oltre.
Nel 1928 passò ai corregionali della Juventus, dove tornò a formare la celeberrima coppia di terzini con Rosetta, che già da qualche anno si formava in nazionale. I due, con Gianpiero Combi tra i pali e con il quale formarono una difesa eccezionale, divennero uno dei terzetti più famosi della storia del calcio italiano, che contribuì ai 5 scudetti consecutivi vinti dal club bianconero tra il 1930 e il 1935, il cosiddetto Quinquennio d'oro.
Il 28 ottobre 1930, con un telegramma inviatogli dalla Federcalcio, fu nominato Cavaliere della Corona d'Italia.
Nel 1935 lasciò i bianconeri, sostituito dal giovane emergente Alfredo Foni, passando al Brescia nel doppio ruolo di allenatore e giocatore, prima di ritirarsi dal calcio giocato nel 1937.

#### Nazionale
Fu convocato appena ventenne in nazionale, con cui esordì il 15 gennaio 1922 contro l'Austria nell'incontro finito 3-3, al fianco di Renzo De Vecchi. Chiuso nel suo ruolo di terzino sinistro dal succitato giocatore genoano, nei suoi primi anni in azzurro si alternò spesso nel ruolo di terzino destro con Virginio Rosetta. Prese parte alla spedizione olimpica azzurra ai Giochi di Parigi 1924 e Amsterdam 1928, vincendo in quest'ultima partecipazione la medaglia di bronzo.

Caligaris in maglia azzurra

Dopo la vittoria in Coppa Internazionale nel 1930, venne convocato da Vittorio Pozzo per il campionato del mondo 1934 durante il quale però non disputò alcuna partita; infatti la sua ultima gara in azzurro, come la prima, fu contro la nazionale austriaca l'11 febbraio 1934. Fu questo un dispiacere per Caligaris, il quale voleva raggiungere la cifra delle 60 presenze in azzurro disputando una gara nei campionati mondiali.
Tuttavia con 59 presenze (di cui 16 da capitano) fu a lungo il detentore del record di gare nella nazionale italiana, quando superò le 47 presenze di Adolfo Baloncieri: il primato rimase suo fino al 1971, quando venne a sua volta superato da Giacinto Facchetti. Inoltre è stato il primo giocatore italiano a sbagliare un rigore in nazionale.

### Allenatore
La sua prima stagione in panchina a Brescia non fu delle migliori, in quanto la squadra retrocesse in Serie B; l'anno successivo invece concluse il campionato cadetto all'ottavo posto. Durante la stagione 1936-1937 a Brescia, inoltre, fu colpito da una grave setticemia e salvato a stento. Ripresosi, andò ad allenare la Lucchese.
Allenò successivamente il Modena, prima di tornare alla Juventus nei campionati del 1939-1940 e del 1940-1941, quest'ultimo solamente iniziato prima dell'improvvisa e prematura scomparsa. Il 19 ottobre 1940 Caligaris riscese in campo in una gara tra vecchie glorie bianconere, insieme ai suoi vecchi compagni di reparto Gianpiero Combi e Virginio Rosetta, ma dopo pochi minuti di gioco fu costretto a lasciare il campo: portato in ospedale, fu stroncato da un aneurisma. Il commissario tecnico della nazionale, Vittorio Pozzo, gli dedicò sulla Stampa un articolo commemorativo dal titolo Un gladiatore. Al suo posto, subentrò sulla panchina della Juventus Federico Munerati.

## Iniziative commemorative
Caligaris ha ricevuto sepoltura nel cimitero di Casale Monferrato; tempo dopo, al suo fianco venne sepolto un altro campione della disciplina, Eraldo Monzeglio.
Nel 1973, su iniziativa della Juventus, gli venne dedicato uno dei campi di allenamento del club bianconero, siti di fronte allo stadio Comunale di Torino. Anni dopo la sua città natìa, Casale, gli dedicò un torneo giovanile, mentre la Juventus, sua ex squadra, nel 2011 gli ha dedicato una delle 50 stelle commemorative presenti nella Walk of Fame bianconera allo Juventus Stadium.

## Statistiche

### Cronologia presenze e reti in nazionale
| Cronologia completa delle presenze e delle reti in nazionale ― Italia | Cronologia completa delle presenze e delle reti in nazionale ― Italia | Cronologia completa delle presenze e delle reti in nazionale ― Italia | Cronologia completa delle presenze e delle reti in nazionale ― Italia | Cronologia completa delle presenze e delle reti in nazionale ― Italia | Cronologia completa delle presenze e delle reti in nazionale ― Italia | Cronologia completa delle presenze e delle reti in nazionale ― Italia | Cronologia completa delle presenze e delle reti in nazionale ― Italia |
| Data                                                                  | Città                                                                 | In casa                                                               | Risultato                                                             | Ospiti                                                                | Competizione                                                          | Reti                                                                  | Note                                                                  |
| --------------------------------------------------------------------- | --------------------------------------------------------------------- | --------------------------------------------------------------------- | --------------------------------------------------------------------- | --------------------------------------------------------------------- | --------------------------------------------------------------------- | --------------------------------------------------------------------- | --------------------------------------------------------------------- |
| 15-1-1922                                                             | Milano                                                                | Italia                                                                | 3 – 3                                                                 | Austria                                                               | Amichevole                                                            | -                                                                     |                                                                       |
| 26-2-1922                                                             | Torino                                                                | Italia                                                                | 1 – 1                                                                 | Cecoslovacchia                                                        | Amichevole                                                            | -                                                                     |                                                                       |
| 21-5-1922                                                             | Milano                                                                | Italia                                                                | 4 – 2                                                                 | Belgio                                                                | Amichevole                                                            | -                                                                     |                                                                       |
| 3-12-1922                                                             | Bologna                                                               | Italia                                                                | 2 – 2                                                                 | Svizzera                                                              | Amichevole                                                            | -                                                                     |                                                                       |
| 1-1-1923                                                              | Milano                                                                | Italia                                                                | 3 – 1                                                                 | Germania                                                              | Amichevole                                                            | -                                                                     |                                                                       |
| 4-3-1923                                                              | Genova                                                                | Italia                                                                | 0 – 0                                                                 | Ungheria                                                              | Amichevole                                                            | -                                                                     |                                                                       |
| 15-4-1923                                                             | Vienna                                                                | Austria                                                               | 0 – 0                                                                 | Italia                                                                | Amichevole                                                            | -                                                                     |                                                                       |
| 27-5-1923                                                             | Praga                                                                 | Cecoslovacchia                                                        | 5 – 1                                                                 | Italia                                                                | Amichevole                                                            | -                                                                     |                                                                       |
| 25-5-1924                                                             | Parigi                                                                | Italia                                                                | 1 – 0                                                                 | Spagna                                                                | Olimpiadi 1924 - Qualificazione                                       | -                                                                     |                                                                       |
| 2-6-1924                                                              | Parigi                                                                | Svizzera                                                              | 2 – 1                                                                 | Italia                                                                | Olimpiadi 1924 - Quarti di finale                                     | -                                                                     |                                                                       |
| 16-11-1924                                                            | Milano                                                                | Italia                                                                | 2 – 2                                                                 | Svezia                                                                | Amichevole                                                            | -                                                                     |                                                                       |
| 23-11-1924                                                            | Duisburg                                                              | Germania                                                              | 0 – 1                                                                 | Italia                                                                | Amichevole                                                            | -                                                                     |                                                                       |
| 18-1-1925                                                             | Milano                                                                | Italia                                                                | 1 – 2                                                                 | Ungheria                                                              | Amichevole                                                            | -                                                                     |                                                                       |
| 22-3-1925                                                             | Torino                                                                | Italia                                                                | 7 – 0                                                                 | Francia                                                               | Amichevole                                                            | -                                                                     |                                                                       |
| 14-6-1925                                                             | Valencia                                                              | Spagna                                                                | 1 – 0                                                                 | Italia                                                                | Amichevole                                                            | -                                                                     |                                                                       |
| 18-6-1925                                                             | Lisbona                                                               | Portogallo                                                            | 1 – 0                                                                 | Italia                                                                | Amichevole                                                            | -                                                                     |                                                                       |
| 17-1-1926                                                             | Torino                                                                | Italia                                                                | 3 – 1                                                                 | Cecoslovacchia                                                        | Amichevole                                                            | -                                                                     |                                                                       |
| 21-3-1926                                                             | Torino                                                                | Italia                                                                | 3 – 0                                                                 | Irlanda                                                               | Amichevole                                                            | -                                                                     |                                                                       |
| 18-4-1926                                                             | Zurigo                                                                | Svizzera                                                              | 1 – 1                                                                 | Italia                                                                | Amichevole                                                            | -                                                                     |                                                                       |
| 9-5-1926                                                              | Milano                                                                | Italia                                                                | 3 – 2                                                                 | Svizzera                                                              | Amichevole                                                            | -                                                                     | Cap.                                                                  |
| 18-7-1926                                                             | Stoccolma                                                             | Svezia                                                                | 5 – 3                                                                 | Italia                                                                | Amichevole                                                            | -                                                                     |                                                                       |
| 28-10-1926                                                            | Praga                                                                 | Cecoslovacchia                                                        | 3 – 1                                                                 | Italia                                                                | Amichevole                                                            | -                                                                     |                                                                       |
| 30-1-1927                                                             | Ginevra                                                               | Svizzera                                                              | 1 – 5                                                                 | Italia                                                                | Amichevole                                                            | -                                                                     |                                                                       |
| 20-2-1927                                                             | Milano                                                                | Italia                                                                | 2 – 2                                                                 | Cecoslovacchia                                                        | Amichevole                                                            | -                                                                     |                                                                       |
| 24-4-1927                                                             | Parigi                                                                | Francia                                                               | 3 – 3                                                                 | Italia                                                                | Amichevole                                                            | -                                                                     |                                                                       |
| 29-5-1927                                                             | Bologna                                                               | Italia                                                                | 2 – 0                                                                 | Spagna                                                                | Amichevole                                                            | -                                                                     |                                                                       |
| 23-10-1927                                                            | Praga                                                                 | Cecoslovacchia                                                        | 2 – 2                                                                 | Italia                                                                | Coppa Internazionale 1927-1930                                        | -                                                                     |                                                                       |
| 6-11-1927                                                             | Bologna                                                               | Italia                                                                | 0 – 1                                                                 | Austria                                                               | Coppa Internazionale 1927-1930                                        | -                                                                     |                                                                       |
| 1-1-1928                                                              | Genova                                                                | Italia                                                                | 3 – 2                                                                 | Svizzera                                                              | Coppa Internazionale 1927-1930                                        | -                                                                     | Cap.                                                                  |
| 25-3-1928                                                             | Roma                                                                  | Italia                                                                | 4 – 3                                                                 | Ungheria                                                              | Coppa Internazionale 1927-1930                                        | -                                                                     |                                                                       |
| 15-4-1928                                                             | Oporto                                                                | Portogallo                                                            | 4 – 1                                                                 | Italia                                                                | Amichevole                                                            | -                                                                     |                                                                       |
| 22-4-1928                                                             | Gijón                                                                 | Spagna                                                                | 1 – 1                                                                 | Italia                                                                | Amichevole                                                            | -                                                                     |                                                                       |
| 29-5-1928                                                             | Amsterdam                                                             | Francia                                                               | 3 – 4                                                                 | Italia                                                                | Olimpiadi 1928 - Ottavi di finale                                     | -                                                                     |                                                                       |
| 1-6-1928                                                              | Amsterdam                                                             | Spagna                                                                | 1 – 1 dts                                                             | Italia                                                                | Olimpiadi 1928 - Quarti di finale                                     | -                                                                     |                                                                       |
| 4-6-1928                                                              | Amsterdam                                                             | Spagna                                                                | 1 – 7                                                                 | Italia                                                                | Olimpiadi 1928 - Quarti di finale (ripetizione)                       | -                                                                     |                                                                       |
| 7-6-1928                                                              | Amsterdam                                                             | Uruguay                                                               | 3 – 2                                                                 | Italia                                                                | Olimpiadi 1928 - Semifinale                                           | -                                                                     |                                                                       |
| 9-6-1928                                                              | Amsterdam                                                             | Egitto                                                                | 3 – 11                                                                | Italia                                                                | Olimpiadi 1928 - Finale 3º posto                                      | -                                                                     |                                                                       |
| 14-10-1928                                                            | Zurigo                                                                | Svizzera                                                              | 2 – 3                                                                 | Italia                                                                | Coppa Internazionale 1927-1930                                        | -                                                                     |                                                                       |
| 11-11-1928                                                            | Roma                                                                  | Italia                                                                | 2 – 2                                                                 | Austria                                                               | Amichevole                                                            | -                                                                     |                                                                       |
| 7-4-1929                                                              | Vienna                                                                | Austria                                                               | 3 – 0                                                                 | Italia                                                                | Coppa Internazionale 1927-1930                                        | -                                                                     | Cap.                                                                  |
| 1-12-1929                                                             | Milano                                                                | Italia                                                                | 6 – 1                                                                 | Portogallo                                                            | Amichevole                                                            | -                                                                     |                                                                       |
| 9-2-1930                                                              | Roma                                                                  | Italia                                                                | 4 – 2                                                                 | Svizzera                                                              | Amichevole                                                            | -                                                                     | Cap.                                                                  |
| 2-3-1930                                                              | Francoforte                                                           | Germania                                                              | 0 – 2                                                                 | Italia                                                                | Amichevole                                                            | -                                                                     |                                                                       |
| 6-4-1930                                                              | Amsterdam                                                             | Paesi Bassi                                                           | 1 – 1                                                                 | Italia                                                                | Amichevole                                                            | -                                                                     |                                                                       |
| 11-5-1930                                                             | Budapest                                                              | Ungheria                                                              | 0 – 5                                                                 | Italia                                                                | Coppa Internazionale 1927-1930                                        | -                                                                     |                                                                       |
| 22-6-1930                                                             | Bologna                                                               | Italia                                                                | 2 – 3                                                                 | Spagna                                                                | Amichevole                                                            | -                                                                     |                                                                       |
| 25-1-1931                                                             | Bologna                                                               | Italia                                                                | 5 – 0                                                                 | Francia                                                               | Amichevole                                                            | -                                                                     | Cap.                                                                  |
| 22-2-1931                                                             | Milano                                                                | Italia                                                                | 2 – 1                                                                 | Austria                                                               | Coppa Internazionale 1931-1932                                        | -                                                                     | Cap.                                                                  |
| 29-3-1931                                                             | Berna                                                                 | Svizzera                                                              | 1 – 1                                                                 | Italia                                                                | Coppa Internazionale 1931-1932                                        | -                                                                     | Cap.                                                                  |
| 12-4-1931                                                             | Oporto                                                                | Portogallo                                                            | 0 – 2                                                                 | Italia                                                                | Amichevole                                                            | -                                                                     | Cap.                                                                  |
| 19-4-1931                                                             | Bilbao                                                                | Spagna                                                                | 0 – 0                                                                 | Italia                                                                | Amichevole                                                            | -                                                                     | Cap.                                                                  |
| 20-5-1931                                                             | Roma                                                                  | Italia                                                                | 3 – 0                                                                 | Scozia                                                                | Amichevole                                                            | -                                                                     | Cap.                                                                  |
| 2-4-1933                                                              | Ginevra                                                               | Svizzera                                                              | 0 – 3                                                                 | Italia                                                                | Coppa Internazionale 1933-1935                                        | -                                                                     | Cap.                                                                  |
| 7-5-1933                                                              | Firenze                                                               | Italia                                                                | 2 – 0                                                                 | Cecoslovacchia                                                        | Coppa Internazionale 1933-1935                                        | -                                                                     | Cap.                                                                  |
| 13-5-1933                                                             | Roma                                                                  | Italia                                                                | 1 – 1                                                                 | Inghilterra                                                           | Amichevole                                                            | -                                                                     | Cap.                                                                  |
| 22-10-1933                                                            | Budapest                                                              | Ungheria                                                              | 0 – 1                                                                 | Italia                                                                | Coppa Internazionale 1933-1935                                        | -                                                                     | Cap.                                                                  |
| 3-12-1933                                                             | Firenze                                                               | Italia                                                                | 5 – 2                                                                 | Svizzera                                                              | Coppa Internazionale 1933-1935                                        | -                                                                     | Cap.                                                                  |
| 11-2-1934                                                             | Torino                                                                | Italia                                                                | 2 – 4                                                                 | Austria                                                               | Coppa Internazionale 1933-1935                                        | -                                                                     | Cap.                                                                  |
| Totale                                                                |                                                                       | Presenze (32º posto)                                                  | 59                                                                    |                                                                       | Reti                                                                  | 0                                                                     |                                                                       |

## Palmarès

### Giocatore

#### Club
- Campionato italiano: 5

Juventus: 1930-1931, 1931-1932, 1932-1933, 1933-1934, 1934-1935

#### Nazionale
- Bronzo olimpico: 1

Amsterdam 1928
- Coppa Internazionale: 2

1927-1930, 1933-1935
- Campionato mondiale: 1

Italia 1934